# Lajumate.ro
Lajumate.ro este o platformă de anunțuri online lansată de Intact Media Group în 26 octombrie 2015, care are ca scop facilitarea procesului de vânzare-cumpărare între utilizatorii de internet din România.
Site-ul face parte din grupul media Antena TV Group, care - pe lângă programe de televiziune (Antena 1, Antena Stars, Euforia [acum Happy Channel], ZU TV), posturi de radio (Radio ZU, Romantic FM) și publicații de top (Jurnalul Național) - dezvoltă și proiecte digitale precum: a1.ro, observatornews.ro, as.ro, antenaplay.ro, jurnalul.ro, zutv.ro și altele.
Site-ul Lajumate.ro a lansat anunțuri video, fiind primul site de anunțuri din România cu această funcționalitate. De asemenea a lansat „Anunțuri pe TV”, care presupune rularea anunțurilor la televizor la fiecare jumătate de oră.

## Extindere
Lajumate.ro a mai introdus pe piață 4 verticale de anunțuri specifice pentru 4 nișe mari în perioada următoare lansării site-ului principal:
- HomeZZ.ro, verticala de imobiliare a trustului, a fost lansată în 11 iulie 2016
- CarZZ.ro, verticala de auto - lansată în octombrie 2016
- JobZZ, verticala de locuri de muncă - lansată în februarie 2017
- EatZZ.ro, verticala de livrare a mâncării - lansată în 6 aprilie 2021 inchidere in 2022